# マルセロ・ベロン
マルセロ・アンドレス・ベロン（Marcelo Andrés Verón, 1978年1月8日 - ）は、アルゼンチン・ブエノスアイレス出身の元サッカー選手。11クラブに所属し、2004年にはチリ・プリメーラ・ディビシオンのCSDコロコロに所属した。